# SN 2007hn
SN 2007hn – supernowa typu Ib/c odkryta 31 sierpnia 2007 roku w galaktyce A210246-0405. W momencie odkrycia miała maksymalną jasność 18,60m.